# Grass Valley
Grass Valley est une municipalité américaine du comté de Nevada, en Californie, dans les montagnes à l'est de Sacramento. Elle fut fondée au moment de la ruée vers l'or en Californie. Le recensement de 2010 y dénombrait 12 860 habitants.

## Histoire
L'hôtel principal de la ville conserve encore le souvenir du passage de Lola Montez, sa plus belle chambre porte son nom.

## Démographie
| 1900  | 1910  | 1920  | 1930  | 1940  | 1950  |
| ----- | ----- | ----- | ----- | ----- | ----- |
| 4 719 | 4 520 | 4 006 | 3 817 | 5 701 | 5 283 |

| 1960  | 1970  | 1980  | 1990  | 2000   | 2010   |
| ----- | ----- | ----- | ----- | ------ | ------ |
| 4 876 | 5 149 | 6 697 | 9 048 | 10 922 | 12 860 |

## Jumelages
| Ville | Ville  | Pays | Pays        | Période     |
| ----- | ------ | ---- | ----------- | ----------- |
|       | Bodmin |      | Royaume-Uni |             |
|       | Limana |      | Italie      | depuis 1971 |

## Personnalités liées à la ville
- Sarah Shevon, actrice, née à Grass Valley.